# Hans Schwedhelm
Hans Schwedhelm (* 8. November 1894 in Eldenburg; † nach 1945) war ein deutscher Ingenieur und Kommunalpolitiker (NSDAP). Er war von 1934 bis 1945 Oberbürgermeister der Stadt Baden-Baden.

## Leben und Wirken
Schwedhelm schlug nach dem Schulbesuch eine Ausbildung zum Ingenieur ein und war als solcher in der Industrie tätig. 1929 trat er der NSDAP bei. Nachdem am 1. Januar 1934 der bislang amtierende Oberbürgermeister Baden-Badens, Hermann Elfner, aus gesundheitlichen Gründen in den vorzeitigen Ruhestand getreten war, übernahm Schwedhelm als bisheriger Bürgermeister die Funktion des Oberbürgermeisters in Baden-Baden. Schwedhelm wurde auch stellvertretender Vorsitzender der Bäder- und Kurverwaltung in Baden-Baden und unterhielt u. a. Kontakte zum Reichsminister und Chef der Reichskanzlei Hans Heinrich Lammers.
Während der Amtszeit Schwedhelms wurden bei den Novemberpogromen 1938 in Baden-Baden die Synagoge zerstört und zahlreiche Geschäfte und Wohnungen jüdischer Bürger vor den Augen der Polizei verwüstet und geplündert. Viele männliche Juden aus Baden-Baden wurden in das Konzentrationslager Dachau verschleppt, um sie zur Emigration zu nötigen und ihr Vermögen zu „arisieren“. In der städtischen Verwaltung wurden während seiner Amtsführung Zwangsarbeiter eingesetzt.
Unmittelbar nach Ausbruch des Zweiten Weltkrieges wurde Schwedhelm zum Kriegsdienst bei der deutschen Wehrmacht einberufen. Dadurch musste der bisherige Bürgermeister und früherer NSDAP-Kreisleiter Kurt Bürkle (1898–1957) seine Vertretung bis zum Kriegsende 1945 übernehmen. Nach Kriegsende wurden beide aus dem Dienst entlassen.